# Poudre de Dover

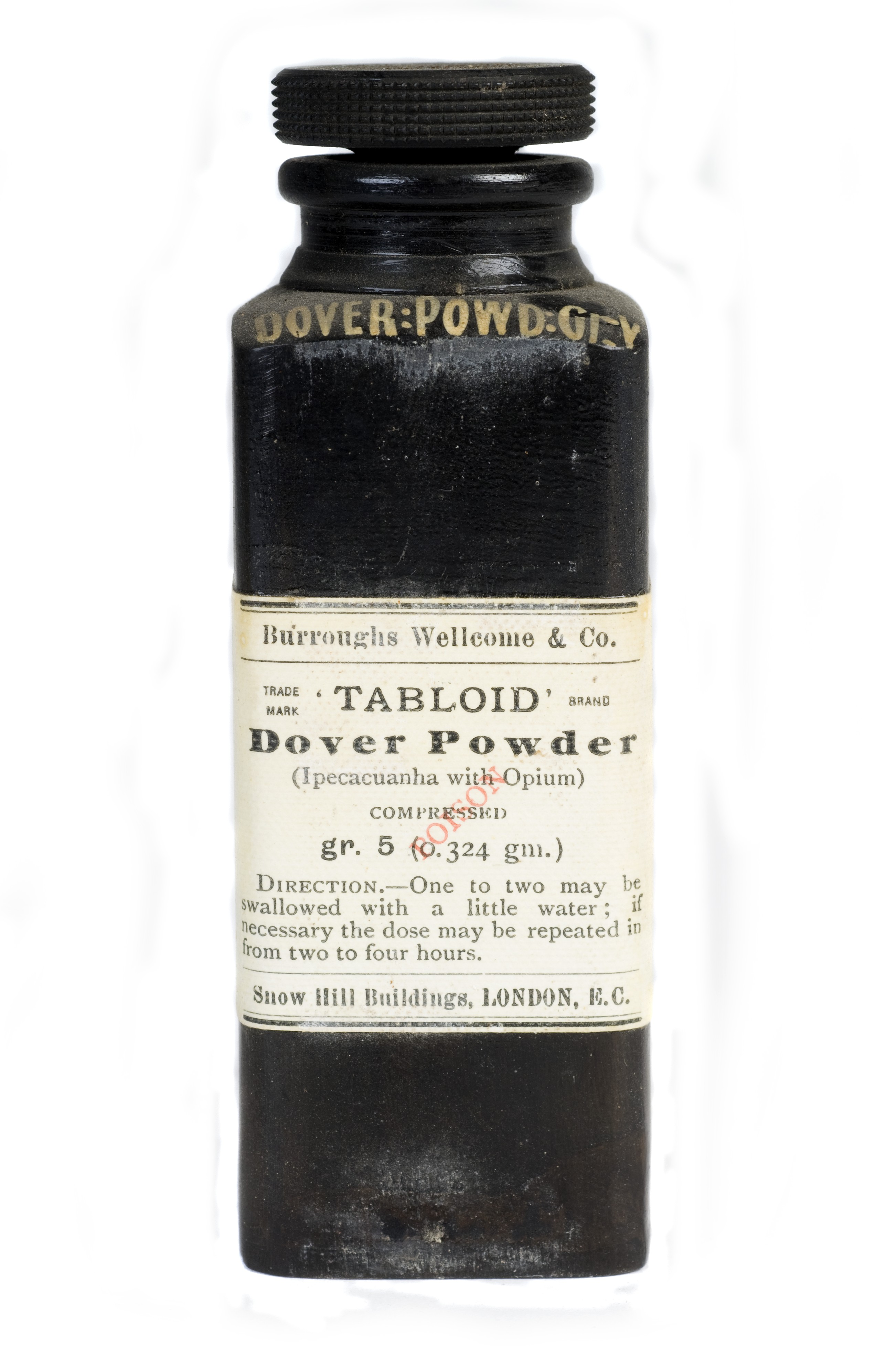
Flacon de poudre de Dover provenant de l'armoire à pharmacie fournie par Burroughs Wellcome & Co., qui accompagnait l'expédition antarctique britannique de 1901.

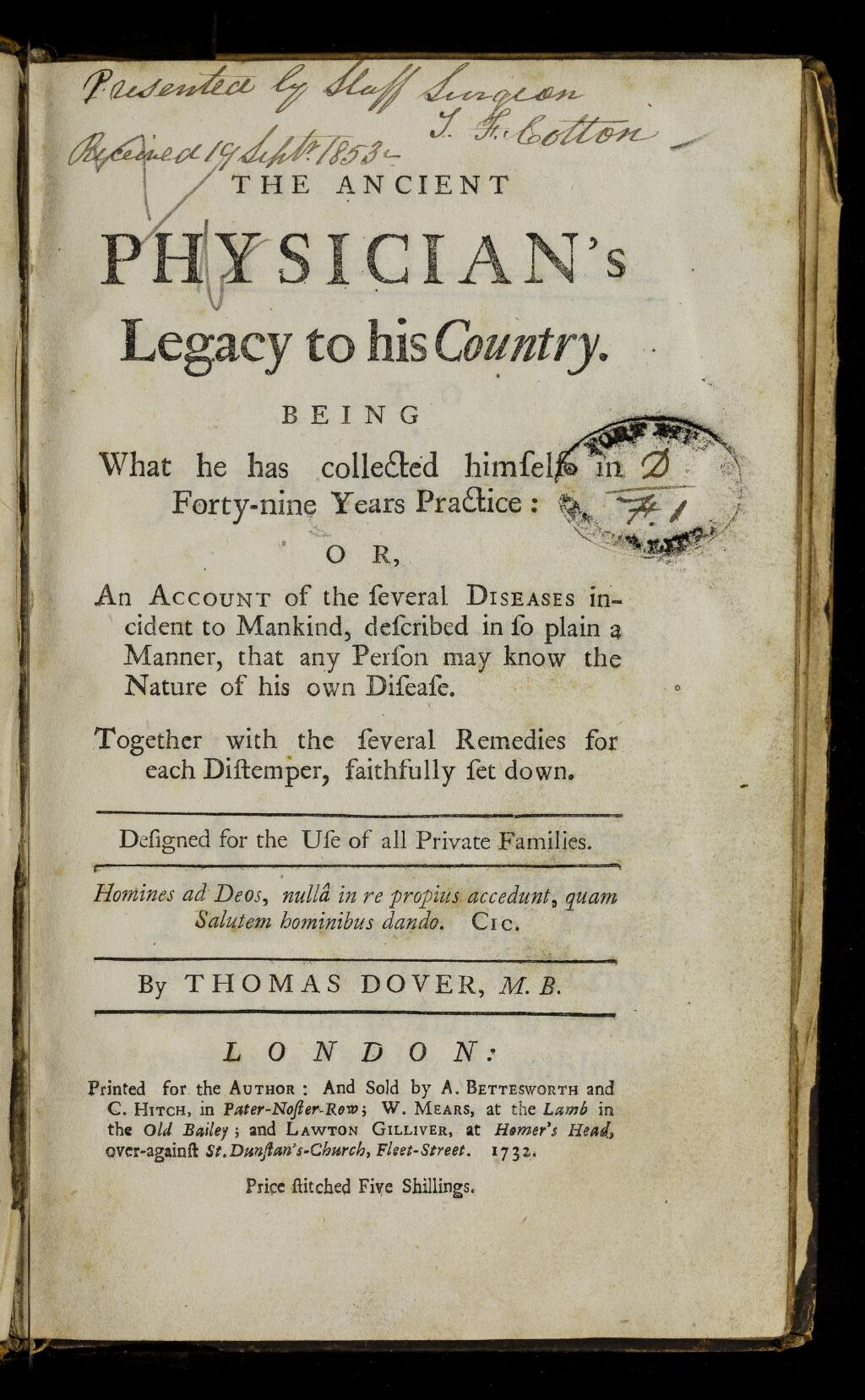
The Ancient Physician's Legacy to His Country... (page-titre).

La poudre de Dover, ou poudre d'ipécacuana opiacée, est un médicament traditionnel présenté sous forme de poudre et constitué d'un mélange d'ipécacuana (utilisé autrefois pour produire le sirop d'ipéca), d'opium en poudre et de sulfate de potassium. Mise au point par un médecin anglais du XVIIIe siècle, Thomas Dover, d'où son nom, elle était employée contre le rhume et la fièvre. Elle n'est plus utilisée en médecine depuis les années 1960.
La poudre de Dover, connue également sous le nom de pulvis ipecacuanhae et opii ou pulvis doveri, avait un grand usage domestique pour induire la sudation, pour freiner l'avancée d'un rhume et au début des attaques de fièvre. Pour favoriser son pouvoir sudorifique, il était recommandé d'ingérer de grandes gorgées d'une boisson chaude et inoffensive après son absorption.
En France, la poudre de Dover a été inscrite au Codex français de 1837. Sa composition avait été modifiée avec le retrait de la poudre de réglisse.

## Formule
La formule originale de la poudre de Dover a été publiée en 1732 par son auteur dans The Ancient Physician's Legacy to His Country (Legs d'un ancien médecin à sa patrie) à la page 20. Cette formule est la suivante : 

« Prenez de l'Opium une once ; du salpêtre et du Tartre vitriolé (Sulfate neutre de potasse), de chacun quatre onces ; de l'Hipecacuana une once, et de la réglisse une once. Mettez le salpêtre et le Tartre dans un Mortier bien rougi au feu, les remuant avec une cueuillère, jusqu'à ce qu'ils ayent cessé de flamber. Ensuite mettez-les en poudre superfine ; puis répandez-la sur votre Opium : broyez-les en poudre et ensuite mêlez les autres poudres avec celle-ci. La Dose est de quarante, soixante ou septante grains, dans un verre de vin-blanc-posset (C'est une boisson Angloise dont la base est le petit-laict, qu'on fortifie comme on veut), lorsque vous irez au lict ; vous couvrant chaudement, et bûvant pour le moins une Quarte (Une Quarte est une mesure pour les liquides, contenant deux pintes Angloises) ou trois Pintes de Posset durant les sueurs. »